# Distrikt Huepetuhe
Der Distrikt Huepetuhe liegt in der Provinz Manu in der Region Madre de Dios in Südost-Peru. Der Distrikt wurde am 2. Juni 2000 aus Teilen des Distrikts Madre de Dios gebildet. Er erstreckt sich über eine Fläche von 1523 km². Beim Zensus 2017 wurden 10.069 Einwohner gezählt. Im Jahr 2007 lag die Einwohnerzahl bei 6978. Die Distriktverwaltung befindet sich in der etwa 400 m hoch gelegenen Kleinstadt Huaypetue mit 6317 Einwohnern (Stand 2017). Huaypetue befindet sich etwa 90 km ostsüdöstlich der Provinzhauptstadt Salvación.

## Geographische Lage
Der Distrikt Huepetuhe liegt im Amazonastiefland im Südosten der Provinz Manu am Nordrand der Cordillera Carabaya. Der Río Inambari fließt entlang der östlichen Distriktgrenze nach Norden.
Der Distrikt Huepetuhe grenzt im Süden an den Distrikt Camanti (Provinz Quispicanchi), im Westen und im Norden an den Distrikt Madre de Dios, im Osten an den Distrikt Inambari (Provinz Tambopata) sowie im äußersten Südosten an den Distrikt Ayapata (Provinz Carabaya).